# MAN F2000
Il MAN F2000 è un autocarro prodotto dal 1994 al 2000 dalla ditta tedesca MAN specializzata nella produzione di autocarri.
Si trattava del mezzo più pesante appartenente alla gamma dell'azienda, destinato ai trasporti su lunghe distanze. Il modello è stato il più votato nell'edizione 1995 del concorso annuale International Truck of the Year.